# Otto Reetz
Otto Reetz (* 28. April 1876 in Neufriedland; † 19. August 1956) war ein deutscher Gewerkschafter und Politiker (SPD).
Reetz machte nach der Volksschule eine Lehre als Schuhmacher und war anschließend in diesem Beruf tätig. Im Jahr 1902 trat er in die SPD ein und war ab 1905 Mitglied des Stadtrates von Wermelskirchen. Außerdem war er aktives Mitglied des freigewerkschaftlichen Lederarbeiterverbandes und vor 1933 zeitweise auch Gewerkschaftssekretär. 
In der Zeit der nationalsozialistischen Herrschaft wurde er entlassen, sein Haus wurde von der Gestapo durchsucht und Reetz wurde verhaftet. 
Nach 1945 war Reetz erneut Mitglied des Stadtrates und auch der Vertreterversammlung des Amtes Wermelskirchen. In Wermelskirchen war er stellvertretender Bürgermeister. In den Jahren 1946 und 1947 war er Mitglied des ernannten Landtages von Nordrhein-Westfalen. 